# Biblioteca Dansville
La biblioteca Dansville es una biblioteca histórica situada en Dansville, en el condado de Livingston, Nueva York. Se trata de una gran estructura de dos pisos de estilo neoclásico. El pórtico de la biblioteca contiene cuatro columnas dóricas, un friso elaborado con triglifos y rosetas, una cornisa modillion y una decoración en abanico semielíptica en la cornisa. La primera sección fue construida en 1823 como una casa privada para Joshua Shepard (1780-1829). La familia Shepard donó la casa para su uso como una biblioteca en 1923.
En 2011, una renovación del edificio se llevó a cabo con el fin de llevar las instalaciones de la biblioteca de las expectativas actuales, en cuanto a la capacidad tecnológica y el acceso para personas discapacitadas. Una nueva ala se añadió al extremo sureste del edificio, conocido como el ala Saunders después la beneficencia del magnate E. Philip Saunders y su esposa Carol. El interior del edificio original de Shepard fue completamente remodelado mientras que el exterior recibió reparación y el mantenimiento necesario.

## Patrimonio
Fue incluido en el Registro Nacional de Lugares Históricos en 1977.